# Flacila (filha de Arcádio)
Flacila (em latim: Flacilla) era uma princesa bizantina do século V, filha do imperador Arcádio (r. 383–408) e sua esposa, a imperatriz Élia Eudóxia (r. 395–408). De acordo com a Crônica Pascoal e os relatos de Conde Marcelino e Próspero Tiro, teria nascido em 17 de junho de 397. Não é citada novamente nas fontes do período, e provavelmente estava morta em 408 por não ter sido registrada entre os filhos de Arcádio que sobreviveram a sua morte. Foi sugerido que morreu ca. 403, uma posição contestada por J. B. Bury.